# Boston-Marathon 2017
Der Boston-Marathon 2017 war die 121. Ausgabe der jährlich stattfindenden Laufveranstaltung in Boston, Vereinigte Staaten. Der Marathon fand am 17. April 2017 statt. Er war der achte und letzte Lauf des World Marathon Majors 2016/17 und hatte das Etikett Gold der IAAF Road Race Label Events 2017.
Bei den Männern gewann Geoffrey Kirui in 2:09:37 h und bei den Frauen Edna Kiplagat in 2:21:52 h.

## Ergebnisse

### Männer
| Platz | Athlet                | Land               | Zeit (h) |
| ----- | --------------------- | ------------------ | -------- |
| 01    | Geoffrey Kirui        | Kenia              | 2:09:37  |
| 02    | Galen Rupp            | Vereinigte Staaten | 2:09:58  |
| 03    | Suguru Ōsako          | Japan              | 2:10:28  |
| 04    | Shadrack Biwott       | Vereinigte Staaten | 2:12:08  |
| 05    | Wilson Kwambai Chebet | Kenia              | 2:12:35  |
| 06    | Abdihakem Abdirahman  | Vereinigte Staaten | 2:12:45  |
| 07    | Augustus Maiyo        | Vereinigte Staaten | 2:13:16  |
| 08    | Dino Sefir            | Äthiopien          | 2:14:26  |
| 09    | Luke Puskedra         | Vereinigte Staaten | 2:14:45  |
| 10    | Jared Ward            | Vereinigte Staaten | 2:15:28  |

### Frauen
| Platz | Athletin                    | Land               | Zeit (h) |
| ----- | --------------------------- | ------------------ | -------- |
| 01    | Edna Kiplagat               | Kenia              | 2:21:52  |
| 02    | Rose Chelimo                | Bahrain            | 2:22:51  |
| 03    | Jordan Hasay                | Vereinigte Staaten | 2:23:00  |
| 04    | Desiree Linden              | Vereinigte Staaten | 2:25:06  |
| 05    | Gladys Cherono              | Kenia              | 2:27:20  |
| 06    | Valentine Jepkorir Kipketer | Kenia              | 2:29:35  |
| 07    | Bizunesh Deba               | Äthiopien          | 2:30:58  |
| 08    | Brigid Kosgei               | Kenia              | 2:31:48  |
| 09    | Diane Nukuri                | Burundi            | 2:32:24  |
| 10    | Ruti Aga                    | Äthiopien          | 2:33:26  |